# Mimudea subochracealis
Mimudea subochracealis is een vlinder van de familie van de grasmotten (Crambidae), uit de onderfamilie van de Spilomelinae. De wetenschappelijke naam van deze soort is voor het eerst voorgesteld als Botys subochracealis door Arnold Pagenstecher in een publicatie uit 1884.
De soort komt voor in Indonesië (Ambon).